# Penetrantonderzoek

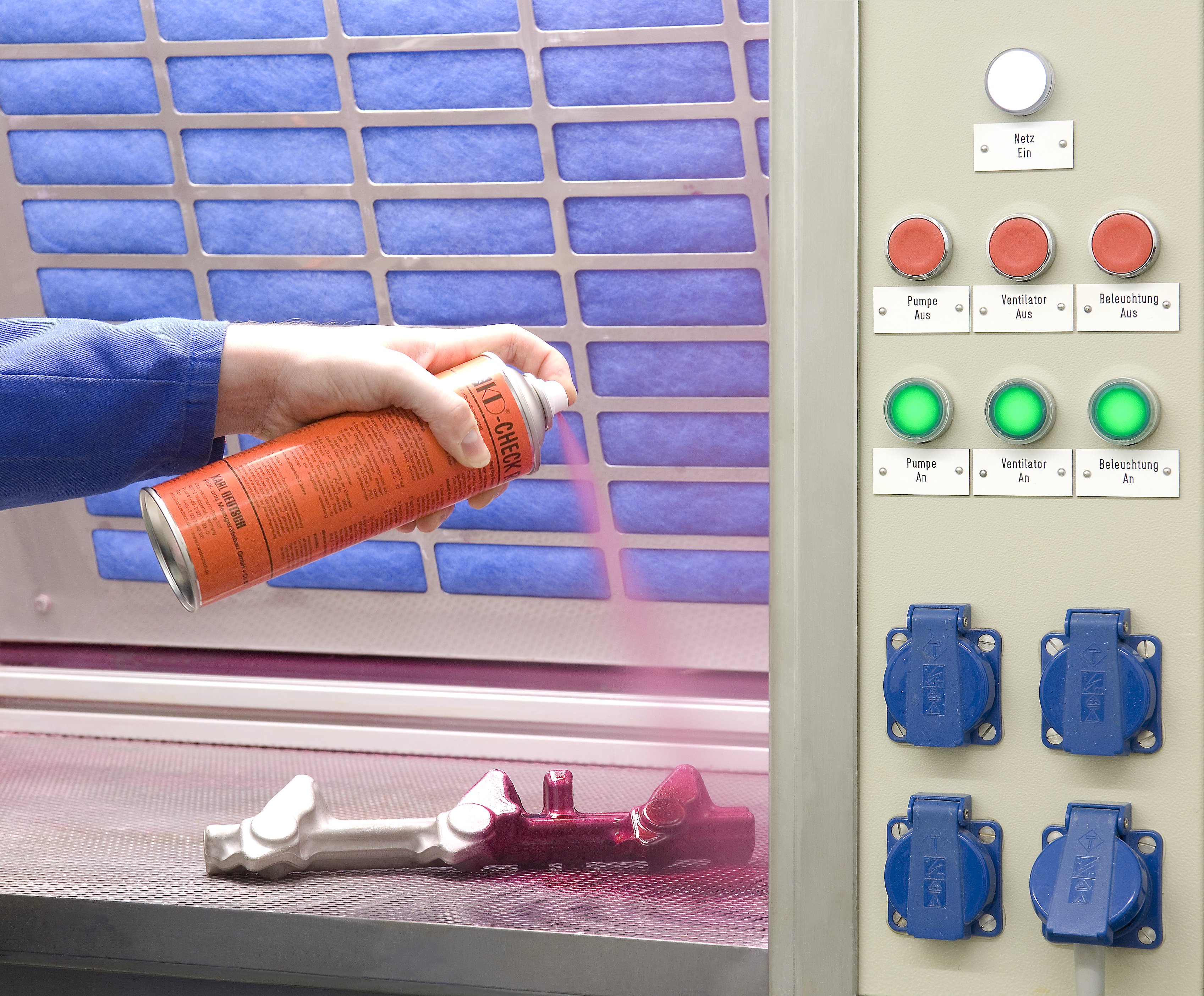
Het aanbrengen van penetrant

Penetrant onderzoek, is een niet-destructief onderzoek, meestal gebruikt om scheuren te detecteren in non-ferro legeringen.  Het kan ook gebruikt worden voor het inspecteren van ferro legeringen als magnetisch onderzoek te moeilijk is om toe te passen. In sommige gevallen kan het gebruikt worden bij niet-metalen. 

## Werkwijze
Dit zijn de verschillende stappen die gevolgd moeten worden bij penetranten onderzoek:
1. Reiniging van het monster
Het te testen oppervlak wordt gereinigd om alle vuil, verf, olie, vet, roest, ... te verwijderen. Dit kan zowel mechanisch (schuren)  als chemisch gebeuren met een 'cleaner'stof.
2. Penetrant aanbrengen:
Het penetrant wordt aangebracht op het gereinigde oppervlak. Het penetrant heeft enige tijd nodig (normaal 10 tot 30 minuten) om in de scheuren te dringen. De indringtijd hangt vooral af van het te testen materiaal.
3. Teveel aan Penetrant verwijderen:
Het teveel aan penetrant wordt verwijderd van het testoppervlak (normaal gebruikt men hiervoor een vod gedrenkt in 'remover'). Probeer nooit om de 'remover' rechtstreeks op het oppervlak aan te brengen, omdat zo het penetrant uit de scheuren verwijderd kan worden.
4. Aanbrengen van een ontwikkelaar:
Nadat het teveel aan penetrant verwijderd is, wordt er een witte ontwikkelaar aangebracht in een dun en egaal laagje op het oppervlak. Hierdoor wordt het penetrant dat in de scheuren was gedrongen, er uit getrokken, men kan dit best vergelijken met een vloeipapier dat inkt opzuigt. Gekleurde vlekken duiden de positie en de vorm van de scheuren aan. Voor een goed contrast tegenover de witte ontwikkelaar, wordt meestal een rode, paarse of soms een oranje penetrant gebruikt.
5. Inspectie:
Het testoppervlak wordt direct na het aanbrengen van de ontwikkelaar geïnspecteerd en een tweede keer na 15 minuten.
6. Reiniging van het monster:
Na de inspectie en het noteren van eventuele scheuren, wordt het monster opnieuw gereinigd.

## Voordelen
- De scheuren zijn beter zichtbaar met penetrant testen dan met visuele inspectie, omdat:
  - De kleur van het penetrant en de ontwikkelaar een groot contrast hebben.
  - Het penetrant wordt door de ontwikkelaar uit de scheur getrokken en kleurt de ontwikkelaar over een gebied dat groter is dan de oorspronkelijke kleur.
- Penetranten onderzoek is een goedkope testmethode en voor de operator is er geen dure, ingewikkelde training nodig.

## Nadelen
- Een grondige reiniging op voorhand is nodig, zeker voor roestige monsters.
- Penetrant, ontwikkelaar en reiniger zijn vervuilende stoffen die het milieu zwaar kunnen belasten. Het werken met de penetrant vloeistof kan smerig zijn. Voorzorgsmaatregelen moeten genomen worden.